# Lužnice (district de Jindřichův Hradec)
Pour les articles homonymes, voir Lužnice.
Lužnice (en allemand : Luschnitz) est une commune du district de Jindřichův Hradec, dans la région de Bohême-du-Sud, en Tchéquie. Sa population s'élevait à 420 habitants en 2020.

## Géographie
Lužnice est arrosée par la rivière Lužnice (en allemand : Lainsitz) et se trouve à 4 km au sud-est du centre de Lomnice nad Lužnicí , à 21 km au sud-ouest de Jindřichův Hradec, à 23 km au nord-est de České Budějovice et à 116 km au sud de Prague.
| - OpenStreetMap Limite communale. |

La commune est limitée par Klec au nord, par Novosedly nad Nežárkou à l'est, par Třeboň au sud et par Lomnice nad Lužnicí à l'ouest.

## Histoire
La première mention écrite du village date de 1371.